# Луньов Андрій Євгенович
Андрій Євгенович Луньов (рос. Андрей Евгеньевич Лунёв, нар. 13 листопада 1991, Москва) — російський футболіст, воротар клубу «Карабах» та національної збірної Росії.

## Клубна кар'єра
Народився 13 листопада 1991 року в місті Москва. Вихованець ФШМ «Торпедо». У 2010 році почав виступати за першу команду московського «Торпедо» у третьому за рівнем дивізіоні Росії, але основним гравцем не був. Через це у сезоні 2011/12 року був відданий в оренду футбольному клубу «Істра», а влітку 2013 року був орендований «Калугою». Обидва клуби також виступали у третьому за силою дивізіоні Росії. У жовтні 2014 став вільним агентом.
Взимку 2015 року підписав контракт з раменським «Сатурном», за який провів 4 матчі у другому за рівнем дивізіоні країни, а влітку 2015 року став гравцем «Уфи», де перший сезон відіграв у молодіжній команді. 11 вересня 2016 року дебютував у Прем'єр-лізі. До кінця року провів за «Уфу» 10 матчів, пропустив 7 м'ячів, 6 ігор відстояв на «нуль» будучи основним воротарем команди.
23 грудня 2016 року перейшов у петербурзький «Зеніт». Контракт був укладений терміном на 4,5 роки. Перший офіційний матч за «Зеніт» провів 19 березня 2017 року проти тульського «Арсенала» (2:0). Після кількох вдалих матчів Луньову вдалося стати основним воротарем команди, вигравши конкуренцію у Юрія Лодигіна і отримати статус одного з найперспективніших воротарів країни. Станом на 8 травня 2021 року відіграв за санкт-петербурзьку команду 90 матчів в національному чемпіонаті.
Влітку 2021 перейшов до німецького клубу «Баєр 04».

## Виступи за збірну
Не зігравши жодного матчу у складі національної збірної Росії потрапив у розширений склад команди на домашній Кубок Конфедерацій, але на турнір не поїхав, отримавши травму в матчі проти «Краснодара».
16 серпня 2017 року увійшов у розширений склад збірної Росії для участі в навчально-тренувальному зборі в Новогорську. Дебют Луньова за збірну відбувся 10 жовтня 2017 в товариському матчі проти збірної Ірану (1:1). 14 листопада провів другий матч за збірну Росії проти Іспанії (3:3), в кінці зустрічі отримав травму голови і був госпіталізований (оскільки ліміт замін був вичерпаний, у ворота став Денис Глушаков). У березні в грі з Францією вийшов в основному складі в товариському матчі і показав упевнену гру.
У травні 2018 року потрапив у розширений склад команди на домашній чемпіонат світу 2018 року.

## Досягнення
- Чемпіон Росії (3):

«Зеніт»: 2018–19, 2019–20, 2020–21
- Володар Кубка Росії (1):

«Зеніт»: 2019–20
- Володар Суперкубка Росії (1):

«Зеніт»: 2020
- Чемпіон Азербайджану (1):

«Карабах»: 2023–24
- Володар Кубка Азербайджану (1):

«Карабах»: 2023–24